# Mircea-Emilian Pârligras
Mircea-Emilian Pârligras (ur. 28 grudnia 1980) – rumuński szachista, arcymistrz od 2002 roku.

## Kariera szachowa
Od pierwszych lat XXI wieku należy do ścisłej czołówki rumuńskich szachistów. Czterokrotnie zdobył medale indywidualnych mistrzostw Rumunii: złoty (2001), srebrny (2014) oraz dwa brązowe (2011, 2013).
Wielokrotnie reprezentował Rumunię w turniejach drużynowych, m.in.:
- pięciokrotnie na olimpiadach szachowych (w latach 2002, 2004, 2006, 2008, 2012)[2],
- trzykrotnie na drużynowych mistrzostwach Europy (w latach 2005, 2011, 2013)[3].

Odniósł szereg sukcesów turniejach międzynarodowych, m.in. w:
- Timișoarze (2001, I m.),
- Bukareszcie (2001, I m.; 2002, II m. za Nikola Djukiciem),
- Atenach (2003, turniej Acropolis, dz. II m. za Vassiliosem Kotroniasem),
- Salonikach (2003, II m. za Aleksandarem Kovaceviciem),
- Suboticy (2003, I m.),
- Budapeszcie (2004, dz. II wraz z Siergiejem Erenburgiem, za Nguyễnem Ngọc Trường Sơnem),
- Agios Kirykos (2004, dz. II m. za Dmitrijem Swietuszkinem, wraz z Johanem Hellstenem),
- Atenach (2004, Acropolis open-B, dz. II m. za Bartoszem Soćko, wraz z Suatem Atalikiem, Draganem Solakiem i Alikiem Gerszonem),
- Solsonie (2005, dz. I m. m.in. wraz z Siergiejem Tiwiakowem),
- Sitges (2006, dz. II m. za Wiktorem Moskalenko, m.in. wraz z Władimirem Jepiszynem),
- Tarragonie (2006, dz. I m. wraz z Kevinem Spraggettem)
- Atenach (2007, Acropolis open, dz. II m. za Ilią Smirinem, wraz z Kiryłem Georgijewem, Wadimem Małachatko, Dimitriosem Mastrovasilisem, Hristosem Banikasem i Dmitrijem Swietuszkinem),
- Bad Wiessee (2007, dz. I m. wspólnie z Nidżatem Mamedowem),
- Paleochorze (2008, dz. I m. wspólnie m.in. z Alberto Davidem, Steliosem Halkiasem, Jewgienijem Postnym i Jurijem Kryworuczko),
- Atenach (2008, Acropolis open, dz. I m. wspólnie z Ilią Smirinem).

Najwyższy ranking w dotychczasowej karierze osiągnął 1 listopada 2011 r., z wynikiem 2650 punktów zajmował wówczas 2. miejsce (za Constantinem Lupulescu) wśród rumuńskich szachistów.